# آرنیم زولا
آرنیم زولا (به انگلیسی: Arnim Zola) یک شخصیت تخیلی و ابرتبه‌کارانه در کتاب‌های کامیک است. این کاراکتر به دست جک کربی خلق شده و در کاپیتان آمریکا شماره ۲۰۸ام (آوریل ۱۹۷۷) معرفی شد.
وی همچنین عضو گروه‌های خلافکارانه‌ای چون هایدرا و شیلد است.
جدا از کتاب‌های کامیک، شرکت مارول از آرنیم زولا در دیگر کالاهای خود از جمله پوشاک، اسباب‌بازی، ورق بازی، انیمیشن‌های تلویزیونی و بازی‌های رایانه‌ای استفاده کرده است.
آرنیم زولا متخصص زیست‌شیمی بوده و دشمن خونی کاپیتان آمریکا و انتقام‌جویان است.